# Saint-Lys
Saint-Lys è un comune francese di 8 556 abitanti situato nel dipartimento dell'Alta Garonna nella regione dell'Occitania.

## Società

### Evoluzione demografica
Abitanti censiti